# Big Boy (locomotiva a vapor)

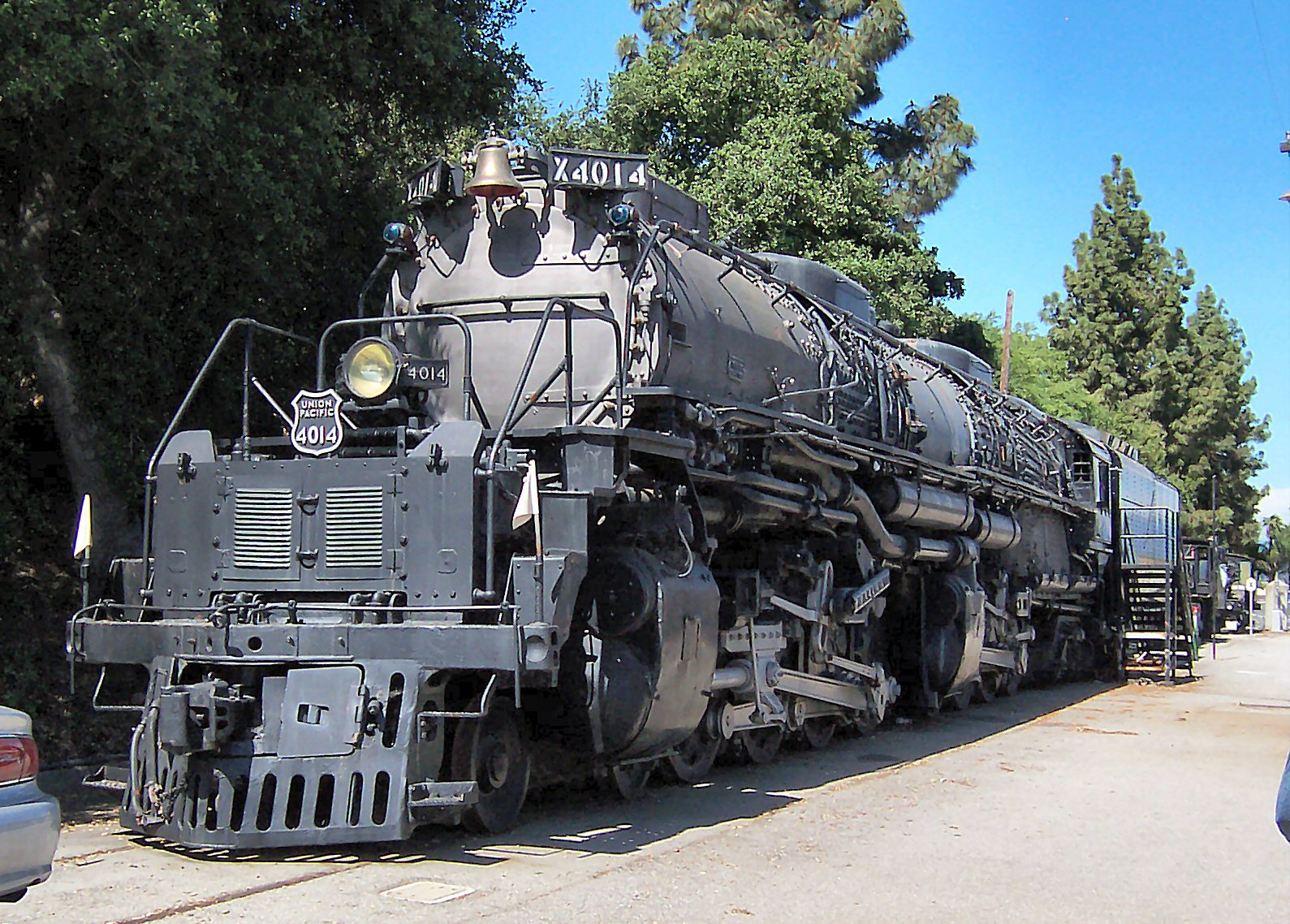
Locomotiva A Vapor Classe 4000 - 4-8-8-4 - "Big Boy" - Union Pacific nº 4014.

"Big Boy" é o apelido da locomotiva a vapor articulada, Classe 4000, construída pela American Locomotive Company (ALCO),
entre 1941 e 1944, com arranjo de rodagem 4-8-8-4 e utilizada pela Ferrovia americana Union Pacific até 1959, utilizando
carvão como combustível.
A frota de 25 dessas locomotivas foram usadas primeiramente na Divisão de Wyoming, para tracionar trens de carga através das Montanhas Wasatch, entre Green River, Wyoming e Ogden, Utah. Essas locomotivas foram as únicas com esse tipo de rodagem, 4-8-8-4, sendo que as quatro rodas dianteiras de seu truque, a guiavam nas curvas e davam estabilidade, seguido por dois conjuntos com oito rodas cada, unidos por braçagens e um outro truque com quatro rodas, sob a cabine, suportando esta e, sua grande fornalha.
Dizem que, enquanto uma delas estava sendo construída, um mecânico escreveu "Big Boy" a giz, na parte frontal dela, batizando-a assim, com seu lendário nome. Segundo um executivo da empresa, esta série de locomotivas, seria apelidada de "Wasatch".

## Projeto

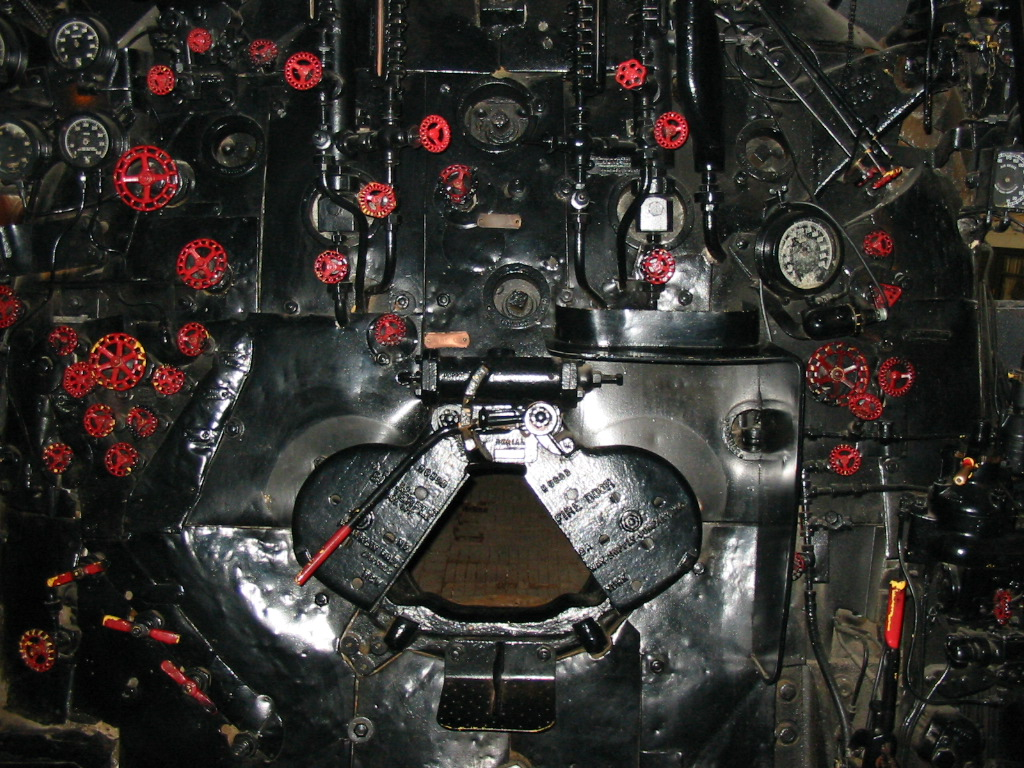
Válvulas de controle na cabine da Locomotiva nº 4017.

A Union Pacific apresentou, em 1936, a locomotiva "Challenger", com rodagem 4-6-6-4 para sua linha principal através das montanhas Wasatch, entre Green River, Wyoming e Ogden, Utah. A maior parte desta rota tem 0,82% de desnível, entretanto uma subida a leste de Ogden, alcançava 1,14%. Assim, para as "Challengers" tracionarem trens de carga com 3.300 toneladas por este local, precisavam de mais uma locomotiva para auxílio nesta rampa, atrasando viagens, devido às manobras necessárias para essa finalidade.
Para eliminar a necessidade de mais uma locomotiva nesta operação, a Union Pacific decidiu por um projeto de uma nova locomotiva. Para tanto, essa nova locomotiva teria que ser mais veloz e potente que as suas mais antigas, de rodagem 2-8-8-0 compostas, que a empresa adquiriu após a I Guerra Mundial. Para evitar problemas, essas novas locomotivas deveriam ser capazes de tracionar longos e pesados trens, a uma velocidade de 100 km/h, fora do trecho montanhoso. Na verdade, seu projeto garantia viagens a 130 km/h, tranquilas e seguras, se a Union Pacific tivesse intenção de usá-las nessa velocidade.
Sob o comando do engenheiro Otto Jabelmann, a equipe de projetos da Union Pacific se juntou ao da American Locomotive Company (ALCO) para examinarem o projeto das "Challengers". Essa equipe concluiu que alcançariam as especificações desejadas através do aumento do tamanho de sua fornalha, do comprimento de sua caldeira, além de adicionar truques guia e de apoio, com rodas levemente menores, para a nova locomotiva.
As "Big Boys" são locomotivas articuladas, similarmente às projetadas pelo engenheiro francês Anatole Mallet (1837-1919). Foram construídas com grande margem de segurança e confiabilidade e, normalmente operavam bem, em velocidades abaixo de 100 km/h com trens de carga. Sua potência máxima era alcançada a 56 km/h e seu esforço de tração máximo, a 16 km/h. Mesmo sem seu tender (vagão a ela acoplado, carregando combustível e água), as "Big Boys" foram as locomotivas mais compridas já fabricadas.

## Fabricação
A American Locomotive Company (ALCO) fabricou 25 dessas locomotivas para a Union Pacific em três lotes, sendo dois de dez unidades em 1941 e um lote com cinco, em 1944.

## Operação

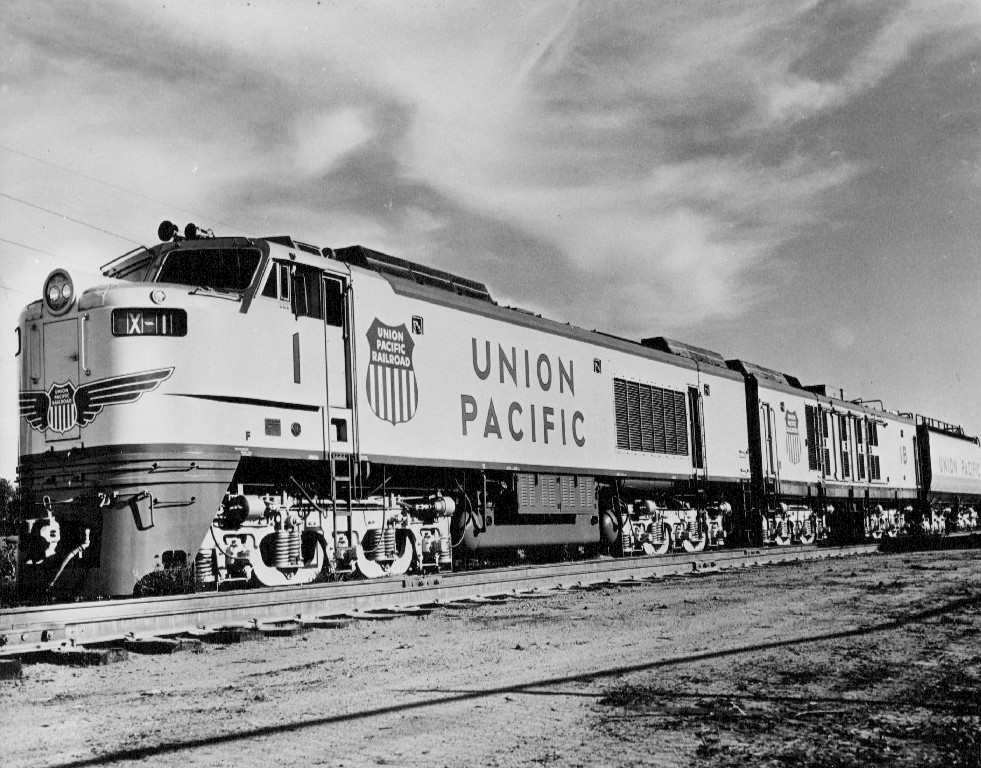
Locomotiva "Gas Turbine" de 3ª geração.

As "Big Boys" tinham grandes fornalhas que permitiam queimar carvão betuminoso (hulha), proveniente de minas no Estado de Wyoming, das quais a Union Pacific eram proprietárias. A locomotiva nº 4005 foi convertida para utilização de óleo como combustível, mas ao contrário de um teste similar feito com as "Challengers", o resultado esperado não teria sido satisfatório devido ao aquecimento desigual na grande fornalha da "Big Boy".
O aumento dos custos com carvão e mão-de-obra, além da eficiência das locomotivas Diesel-elétricas da época, após a II Guerra Mundial, determinaram a curta vida que as "Big Boys" teriam, entretanto, essas locomotivas a vapor estiveram entre as últimas a serem retiradas do serviço remunerado. Mesmo no final de sua carreira, as "Big Boys" eram capazes de tracionar cargas em torno de 6.000 toneladas. Por várias vezes sua capacidade de tração foi avaliada, chegando a conduzir trens, regularmente, com quase 8.000 toneladas, através das montanhas Wasatch.
O último trem de carga remunerado, tracionado por uma "Big Boy", foi na manhã de 21 de julho de 1959. A maioria delas ficaram estacionadas até 1961 e quatro delas, em condições operacionais, em Green River, Wyoming, até o ano seguinte. Em seu lugar, foram utilizadas locomotivas Diesel-elétricas e as
"Gas Turbine".

## Acidente
Em 27 de abril de 1953, a locomotiva nº 4005 estava conduzindo um trem de carga através do sudeste do Estado de Wyoming, quando ao passar sobre um aparelho de mudança de via, descarrilhou a uma velocidade de 80 km/h, tombando sobre seu lado esquerdo, juntamente com seu tender e mais 18 vagões, de sua composição com 62, no total. O maquinista e seu auxiliar morreram instantaneamente com o impacto e, um terceiro membro da equipe, após dias hospitalizado, veio a falecer devido a severas queimaduras. A cabine da locomotiva foi completamente destruída pelo tender e a carga dos demais vagões descarrilhados ficou espalhada pelo local do acidente. Posteriormente, a "Big Boy" nº 4005 foi reconstruída na oficina da própria empresa, em Cheyenne.

## Preservação
Das 25 locomotivas fabricadas, restaram oito. Sete dessas, permanecem como modelos estáticos. Uma delas, nº 4014, foi restaurada, voltando a operar em maio de 2019, a tempo de participar das comemorações dos 150 anos da primeira ferrovia transcontinental da América. Cinco destas estão expostas ao clima sem proteção. As "Big Boys" nº 4005 e 4017 também estão expostas, mas protegidas. As demais, encontram-se em diversos locais pelos Estados Unidos:
4004: Holliday Park, Cheyenne, Wyoming 41°08′12.30″N 104°47′59.4″W;
4005: Forney Transportation Museum, Denver, Colorado 39°46′37.38″N 104°58′13.8″W;
4006: Museum of Transportation, St. Louis, Missouri 38°34′19.73″N 090°27′40.0″W;
4012: Steamtown National Historic Site, Scranton, Pennsylvania 41°24′26.96″N 075°40′10.8″W;
4014: Union Pacific Railroad, Cheyenne, Wyoming 34°05′0.456″N 117°46′11.38″W;
4017: National Railroad Museum, Green Bay, Wisconsin 44°29′02.70″N 088°02′55.1″W;
4018: Museum of the American Railroad, Frisco, Texas 33.144513°N 96.833444°W;
4023: Kenefick Park, Omaha, Nebraska 41°13′55.7″N 095°55′4.1″W;